# Station Bukowo Człuchowskie
Station Bukowo Człuchowskie is een spoorwegstation in de Poolse plaats Bukowo Człuchowskie.